# ناتالیا پرمینووا
ناتالیا آندریونا پرمینووا ( روسی: Наталья Андреевна Перминова  ; زاده ۱۴ نوامبر ۱۹۹۱) ، یک بازیکن بدمینتون اهل روسیه است.   او نماینده روسیه در بازی‌های المپیک تابستانی ۲۰۱۶ در ریودوژانیرو  ،  برزیل بود. 

## زندگینامه
ناتالیا در سال ۲۰۱۳، به عنوان عضوی از تیم ملی روسیه در مسابقات قهرمانی بدمینتون تیم ترکیبی اروپا شرکت نمود و بعد از آن او در آن مسابقه به مقام سوم دست پیدا کرد. بعدها ناتالیا در آگوست ۲۰۱۳، در مسابقات جهانی بدمینتون ،  گوانگ‌ژو و در مسابقات تک نفری بانوان شرکت می کند، ولی بعد از آن توسط پتیا ندلچوا، بازیکن بدمینتون بلغاری مغلوب می شود.
بعدها پرمینووا در آگوست ۲۰۱۴، در مسابقات جهانی بدمینتون در کپنهاگ ،  دانمارک شرکت می کند و او بلافاصله در بخش تک نفری بانوان مشغول بازی می شود. پرمینووا در آگوست ۲۰۱۵، در مسابقات جهانی بدمینتون در جاکارتا، اندونزی شرکت می کند و او بلافاصله در بخش تک نفری بانوان مشغول بازی می شود.